# Nessia layardi
Nessia layardi là một loài thằn lằn trong họ Scincidae. Loài này được Kelaart mô tả khoa học đầu tiên năm 1853.